# Apostolepis quirogai
Espèce
Apostolepis quirogai  est une espèce de serpents de la famille des Dipsadidae.

## Répartition
Cette espèce se rencontre :
- en Argentine, dans la province de Misiones ;
- au Brésil, dans le Rio Grande do Sul.

## Étymologie
Cette espèce est nommée en l'honneur de Horacio Quiroga, écrivain et herpétologiste amateur.

## Publication originale
- Giraudo & Scrocchi, 1998 : A new species of Apostolepis (Serpentes: Colubridae) and comments on the genus in Argentina. Herpetologica, vol. 54, no 4, p. 470-476.